# Dyrsø
Dyrsø är en liten sjö i Danmark.   Den ligger i Norddjurs kommun i Region Mittjylland. Dyrsø ligger 30 meter över havet.